# Валер'яна бульбиста
Валер'яна бульбиста або валеріана бульбиста або овер'ян бульбистий (Valeriana tuberosa) — вид рослин родини жимолостеві (Caprifoliaceae), поширений у Південній Європі, Північно-Західній Африці й Південно-Західній Азії.

## Опис
Багаторічна трав'яниста рослина 15–50(70) см заввишки. Рослина з грушоподібно потовщеним корінням або бульбами. Стебло просте, ребристе, як правило, голе, рідко є волохатим у вузлах. Листя, як правило, зовсім без волосся або мізерно волохате на краю, рідше волосате на поверхні листя. Прикореневе листя довгасте, до основи зазвичай звужене, з черешком; нижнє стеблове листя ліровидноперистороздільне, верхнє перистороздільне. Квіти рожеві, в густому горішньому суцвітті. Приквіток коротший ніж плід. Сім'янка 4.5–6 мм довжиною, яйцеподібна або подовжено-яйцеподібна. 2n=16.

## Поширення
Європа: Україна [вкл. Крим], Молдова, Росія, Болгарія, Греція, Албанія, Боснія-Герцеговина, Чорногорія, Сербія [вкл. Косово], Хорватія, Словенія, Італія, Швейцарія, Мальта, Франція, Португалія, Іспанія; Північна Африка: Алжир, Туніс, Марокко; Західна Азія: Грузія, Туреччина.
В Україні зростає на кам'янистих місцях у степах, чагарниках, на схилах — у півд. ч. Лісостепу і звичайний у Степу; в Криму тільки в сх. ч. (на Керченському півострові й ок. Планерського). Входить у списки регіонально рідкісних рослин Дніпропетровської, Запорізької, Харківської областей.

## Галерея

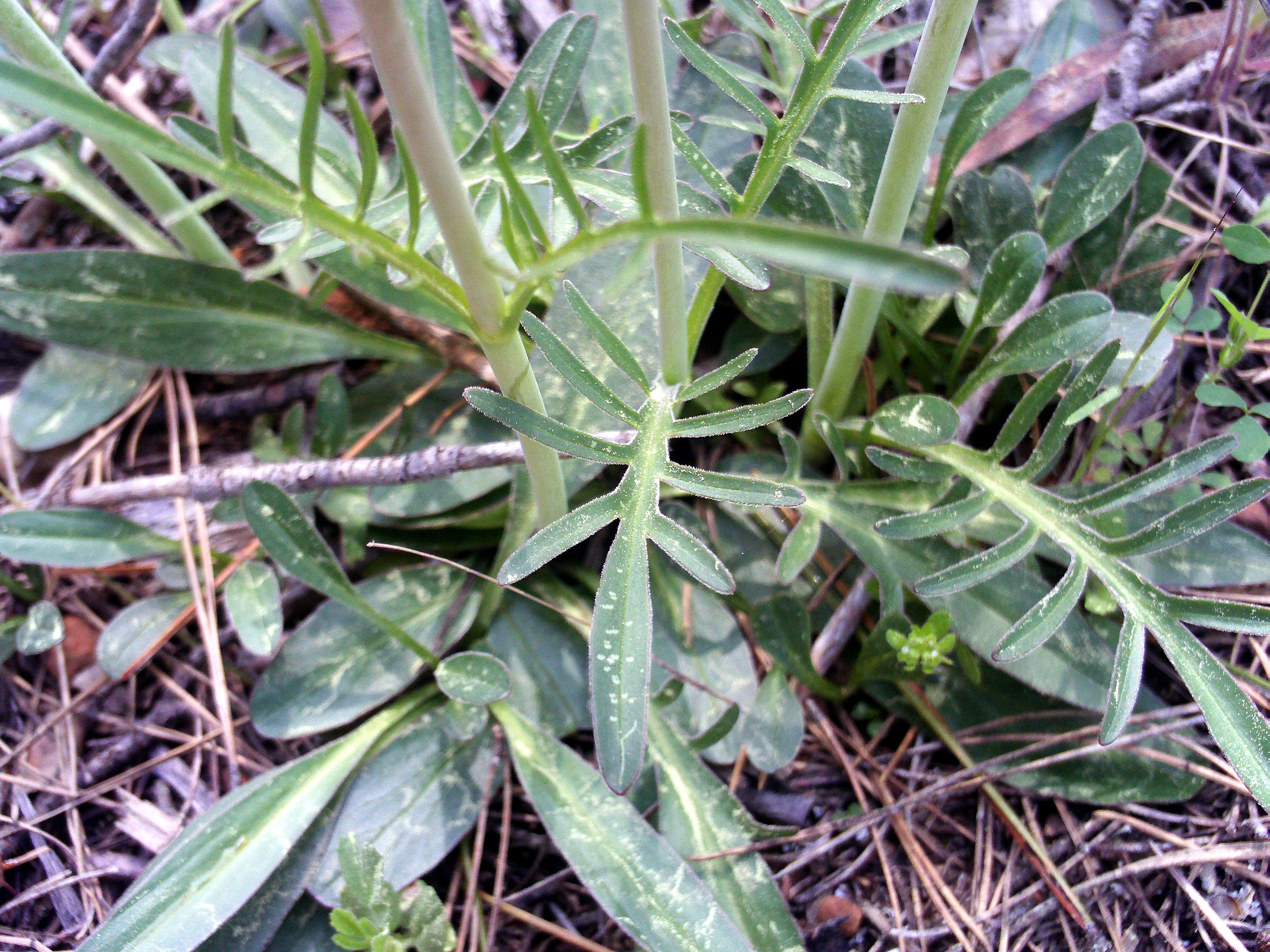
листя
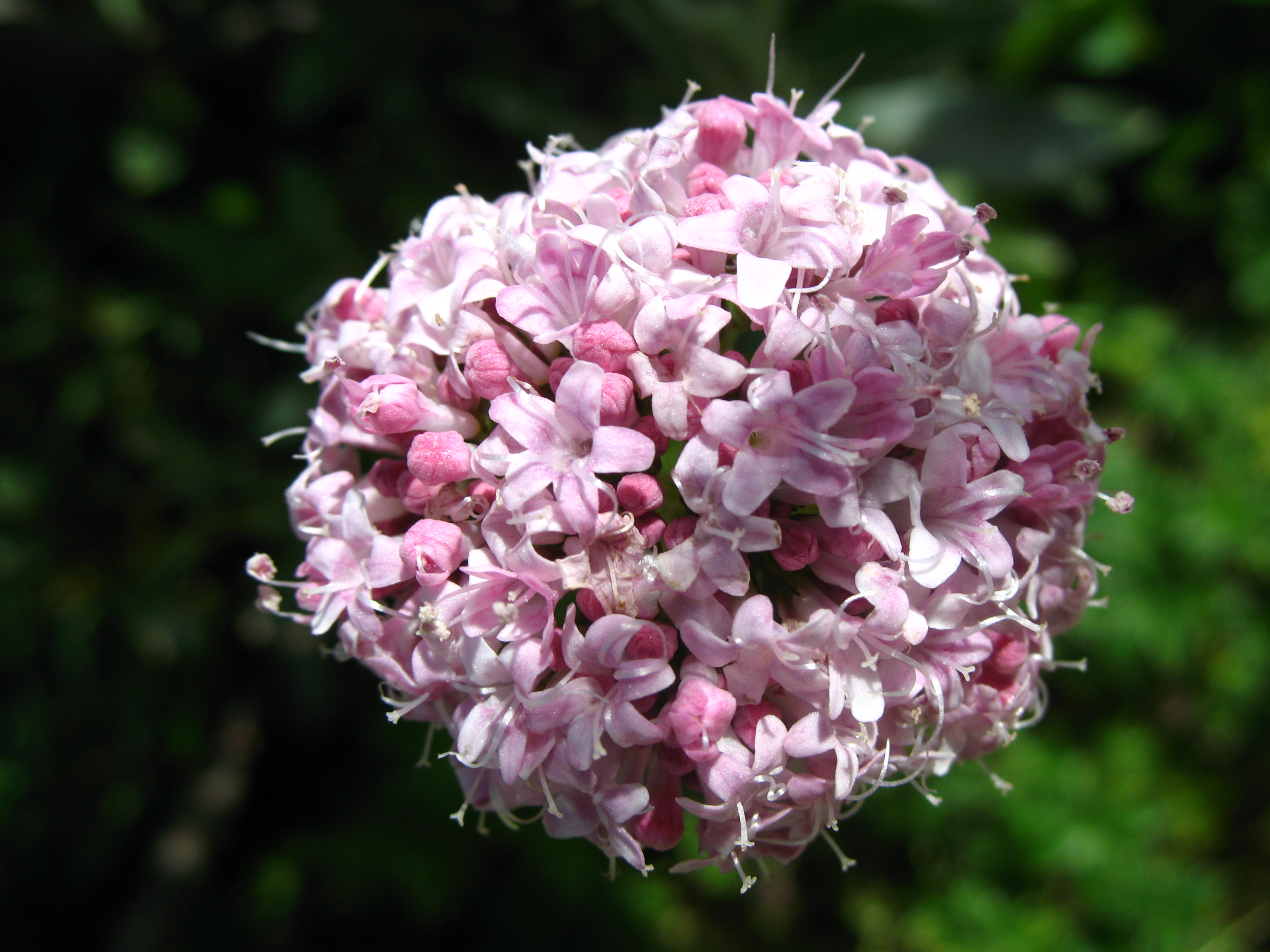
квіти
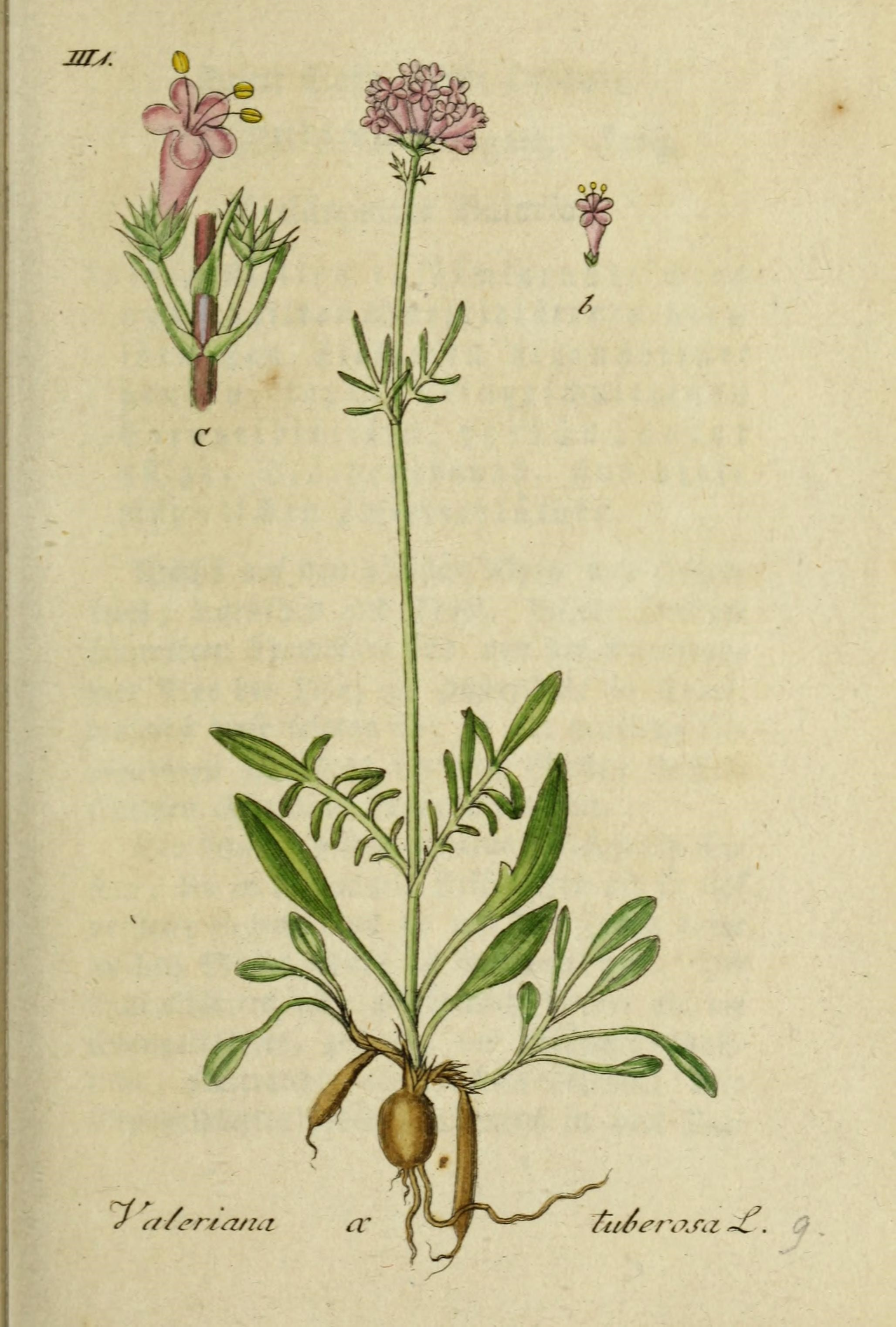
ілюстрація